# 卡尔·勒韦
约翰·卡尔·戈特弗里德·勒韦（德語：Johann Carl Gottfried Loewe，1796年11月30日—1869年4月20日），德国作曲家，歌唱家。

## 生平
勒韦出生在萨克森的一个小镇，早年从父接受音乐教育。后来曾学习神学，但决定从事音乐事业。1820年到什切青任职，期间出版了著名的歌曲《魔王》。1827年他结识了门德尔松，并指挥了《仲夏夜之梦序曲》的首演。后来他经常以歌唱家的身份在欧洲各地巡回演出，演唱自己的歌曲。晚年移居基尔，在那里去世。

## 作品
勒韦被称为“北德舒伯特”，是历史上最重要的德语艺术歌曲作曲家之一。他写了400多首艺术歌曲，其中大部分为叙事曲形式。他的歌曲力图贴近原诗，注重描绘人物的内心世界，同时善于处理钢琴的伴奏部分，在音响效果上比舒伯特更加丰富。但他的旋律天赋稍逊，而且过于注重歌曲的文学性，影响了作品的价值。勒韦也作有歌剧和管弦乐曲，但都已被人遗忘。